# Edward Collingwood

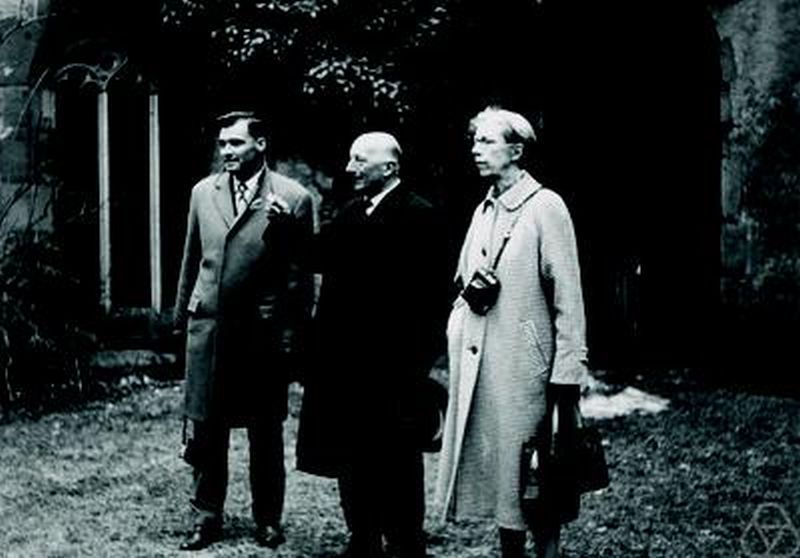
Edward Collingwood (Mitte) mit Dieter Gaier und Mary Cartwright

Edward Foyle Collingwood (* 17. Januar 1900 bei Alnwick; † 25. Oktober 1970, ebenda) war ein britischer Mathematiker, der sich vor allem mit Funktionentheorie beschäftigte.

## Leben
Collingwood stammte aus einer Familie mit militärischer und mariner Tradition (der Bruder seines Urgroßvaters war Lord Collingwood, sein Vater kommandierte als Oberst 1898 die Lancashire Fusiliers in der Schlacht von Omdurman unter Lord Kitchener) und er schlug auch zunächst die Marinelaufbahn ein. Er besuchte das Royal Naval College in Osborne auf der Isle of Wight und das Dartmouth Royal Naval College, bevor er in die Royal Navy eintrat. Im Ersten Weltkrieg tat er Dienst auf der HMS Collingwood, musste aber 1916 nach einem Unfall den Dienst quittieren, kurz vor der Skagerrak-Schlacht.
Ab 1918 studierte er Mathematik am Trinity College der Universität Cambridge bei Godfrey Harold Hardy und John Edensor Littlewood. Unter seinen Mitstudenten war er, der von zurückhaltender Natur war, als der Admiral bekannt. 1922 ging er nach Aberystwyth auf das University College of Wales auf Einladung von William Henry Young. 1923 erhielt er den Rayleigh-Preis und 1924 erfolgte seine erste Veröffentlichung, eine Verallgemeinerung des zweiten Hauptsatzes in Rolf Nevanlinnas Wertverteilungstheorie. Er erhielt ein Rouse Ball Stipendium, mit dem er 1924/25 an der Sorbonne war. 1929 wurde er bei Littlewood promoviert (Contributions to the theory of integral functions of finite order). Er hielt danach als Stewart des Trinity College Vorlesungen. 1937 wurde er High Sherriff von Northumberland.
Im Zweiten Weltkrieg diente er als Wissenschaftler (und Kapitän der Reserve) in der Royal Navy, unter anderem leitete er die wissenschaftliche Minenentwicklung. Dafür erhielt er nach dem Krieg den CBE und die Legion of Merit der USA. Nach dem Krieg forschte er über meromorphe Funktionen und zugehörige Häufungsmengen (cluster sets), wobei er unter anderem mit Mary Cartwright zusammenarbeitete.
1954 wurde er Fellow der Royal Society of Edinburgh und 1965 der Royal Society. 1969 bis 1970 war er Präsident der London Mathematical Society, deren Schatzmeister er auch 1960 bis 1969 war. Ab 1953 war er Vorsitzender im Rat der Durham University. 1962 wurde er geadelt. Seit 1963 war er außerdem Vorsitzender des Applied Probability Trusts.
Collingwood war als Sammler chinesischen Porzellans bekannt und hatte außerdem eine Gemäldesammlung (18. Jahrhundert). Er war nie verheiratet.
Collingwood hatte auch hohe Posten im Gesundheitswesen. 1953 bis 1968 war er Vorsitzender des Newcastle Hospital Board und 1959 bis 1967 Vizepräsident der International Hospital Federation. Außerdem war er 1960 bis 1967 Schatzmeister des Medical Research Council und ab 1963 Vorsitzender (Chairman) des Central Health Services Council.

## Schriften
- mit A. J. Lohwater The theory of cluster sets, Cambridge University Press 1966.